# Serviço Rádio do Cidadão

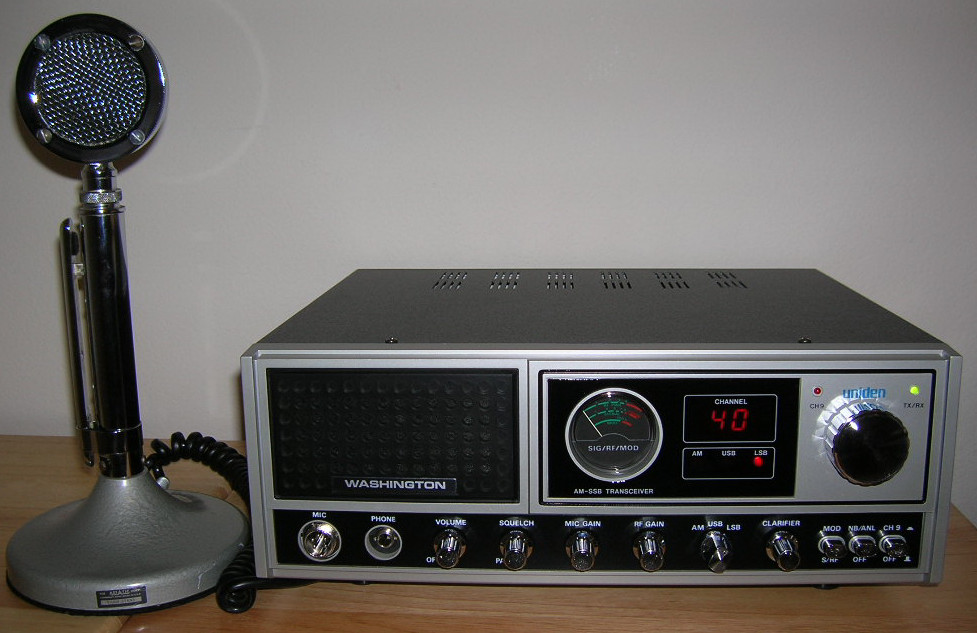
CB de 1980

O Serviço Rádio do Cidadão (português brasileiro) ou Banda do cidadão (português europeu), usualmente abreviada CB (singla do inglês Citizens' Band), também conhecida  no Brasil, como Radiocidadão ou Faixa cidadão ou PX, é um sistema de comunicações individual de curta distância via rádio que usa uma banda de  frequências altas (HF). O Serviço Rádio do Cidadão não deve ser confundido com o Serviço de Radioamador ou Radioamadorismo, que utiliza diferentes frequências e legislações.

## História
Durante a II Guerra Mundial foram fabricados para fins militares e em grandes quantidades “walky-talkies" cuja tecnologia havia sido desenvolvida anos antes pelo engenheiro norte-americano Al Gross. Al Gross é hoje conhecido em todo o mundo como “pai” da Banda do Cidadão, pois suas experiências em um segmento do espectro de RF levaram a utilização dos 27 MHz por uma questão de "economia" (por ser no limite do espectro de alta frequência).
Sendo ainda hoje discutível a origem da Banda do Cidadão, num aspecto existe unanimidade: o governo americano viu-se confrontado com um excedente espantoso de equipamentos militares que nunca foram usados tendo em conta o fim inesperado da II Guerra Mundial, incrementando o seu uso pela população como “hobby" com o objectivo de colocar os citados excedentes no mercado. Em simultâneo, e por certo não fruto do acaso, os radioamadores manifestaram o seu interesse de estabelecer um tráfico bilateral entre a generalidade dos cidadãos utilizando a frequência dos 27 MHz.
Portanto, os defensores de tal forma de rádio para entretenimento, desenvolveram grande actividade para convencer as autoridades americanas, que a partir de 1953 autorizaram o funcionamento de 23 canais nos 27 MHz, introduzindo, pouco depois, o respectivo licenciamento, formalizando a criação de uma "frequência para os cidadãos", incluída na banda dos 11 metros e que toma a designação de “Citizen’s Band” (CB), a Banda do Cidadão.
Ao que se sabe, a Banda do Cidadão teve seu primeiro uso em 1947 nos Estados Unidos e inicialmente era operada em frequências muito altas, de curto alcance, o que limitava a sua utilização
A ideia da criação da banda se originou em reuniões internacionais, logo após o término da II Guerra Mundial, quando os países desejavam dar aos seus cidadãos um meio de comunicação mais livre, sem a necessidade de cabos ou fios e ao mesmo tempo sem muita burocracia para sua execução.
Dessa ideia inicial até a plena execução da CB ainda se passaram muitos anos.[carece de fontes?]

## Equipamentos
Os equipamentos utilizados na faixa do cidadão são fabricados em várias dimensões e características. Existem os transceptores portáteis, semelhantes a pequenos receptores de rádio difusão AM ou FM, os móveis, destinados a operações em automóveis, embarcações ou mesmo em pequenas aeronaves, e os fixos, equipamentos maiores e mais sofisticados, destinados a instalações residenciais.
A Eudgert, bem como outros fabricantes produziram estes equipamentos no Brasil.

### Equipamento básico
O equipamento para operar na Faixa do Cidadão inclui microfone, transceptor, fonte de alimentação e antena.

## Em Portugal
Em Portugal, a Banda do Cidadão (CB) foi legalizada em 11 de Julho de 1978,  e desde 11 de Março de 2017 a Banda do Cidadão (CB) é livre. Qualquer pessoa que seja detentor de um rádio (CB) pode operar, sem necessidade de qualquer autorização, as faixas de frequências 26.965 a 27.410MHz nas bandas AM e FM com potência de 4W e 12W em LSB e USB.  Decreto-Lei n.º 151-A/2000, de 20 de julho. 
https://www.anacom.pt/render.jsp?contentId=1406177

## Indicativos
Antigamente existiam indicativos para CB, por exemplo CQA6303, quando esta banda não era livre, necessitava de registo e pagava-se uma taxa. Hoje em dia, tal como no PMR446 não existem indicativos oficiais. No entanto, desde sempre que os operadores de CB usam nomes de estações ao gosto de cada um. É mais fácil e simples os outros conhecerem as pessoas pelo nome de estação do que por um indicativo cheio de letras e números. Este nome é de livre escolha. 

## No Brasil
O Serviço Rádio do Cidadão, também conhecido como PX ou antigamente como Faixa do Cidadão destina-se ao uso da faixa de radiofrequências entre 26,960 MHz e 27,860 MHz, utilizando-se um transceptor dedicado a este fim.
A estação deve estar em conformidade com a legislação vigente, inclusive seu transceptor que deve ser homologado pela Anatel.

### Normatização no Brasil
O Serviço Rádio do Cidadão é regido pela Resolução nº 578, de 30 de novembro de 2011 da Anatel, sendo o serviço de radiocomunicações de uso compartilhado para comunicação entre estações fixas e/ou móveis utilizando o espectro de radiofrequência compreendido entre 26,960 MHz e 27,860 MHz. As condições de uso da referida faixa estão descritas no Regulamento sobre Canalização e Condições de Uso de Radiofrequências da faixa de 27 MHz pelo Serviço Rádio do Cidadão, anexo à Resolução n.º 444 de 28 de setembro de 2006 da Agência Nacional de Telecomunicações. Ressalta-se, com relação à Res. 444/2006, que o seu art. 14, que trata do licenciamento de estações e certificação/homologação de produtos, como também o art. 15, que versa sobre limitação de exposição a campos elétricos, magnéticos e eletromagnéticos, foram ambos revogados pela pela Resolução nº 720, de 10 de fevereiro de 2020.

### Licenciamento - Dispensa de Autorização
Com a publicação da Resolução nº 720 da Anatel, a partir de 10 de agosto de 2020, usuários poderão utilizar o Serviço Rádio do Cidadão sem pagamento de taxas de fiscalização ou contribuição, sendo necessário apenas efetuar um simples cadastro no sistema Mosaico da Anatel e atender as condições, requisitos e deveres estabelecidos na legislação e na regulamentação, dentre elas o uso exclusivo de equipamentos homologados no Brasil.

### Histórico do PX
No Brasil, devidos obstáculos burocráticos e financeiros, o Serviço Rádio do Cidadão esteve distante da maioria dos brasileiros, e só com a promulgação do Código Nacional de Telecomunicações em 1962 foi possível eliminar esses obstáculos.
Hoje o Serviço Rádio do Cidadão está inteiramente ao alcance de todos os brasileiros, desde que se enquadrem em suas normas e características sociais de operação.

#### Criação do Serviço no Brasil
- Em 1965, grupos de Radioamadores e iniciantes de todos os estados do Brasil, fazendo uso de equipamentos de montagem própria, já operavam nas frequências de 27 MHz, foram atraídos para essa banda devido ao baixo ruído de interferências estática comparados às bandas de 40 e 80 metros. Eles eram reconhecidos provisoriamente pelos serviços de fiscalização de Radioamadores.
- Em 18 de Fevereiro de 1970 foi publicada no D.O.U. a Portaria 33 de 26 de janeiro de 1970, a tão aguardada regulamentação da Faixa do Radio Cidadão pelos operadores até então "clandestinos", que eram auto organizados com prefixos de experimentais e BX. Inicialmente com 23 canais e mais 5 telecomandos, imitando a legislação americana e tendo seu uso destinado para fins profissionais e familiares. Uso familiar podia-se operar tão somente do canal 2 ao 7 e uso comercial do canal 8 ao 23. O canal de emergência era o canal 1. Em 1979, atendendo aos pedidos dos milhares de operadores desta faixa e aos presidentes de vários grupos organizados[carece de fontes?], uma nova portaria (01/80) ampliava então para 60 o número de canais, sendo 26.965 MHz como canal 1 e 27.605 MHz como canal 60 (60 canais + 5 telecomandos).
- O objetivo é proporcionar comunicações em radiotelefonia de interesse geral ou particular e atender a situações de emergência, como catástrofes, incêndios, inundações; epidemias, perturbações da ordem, acidentes e outras situações de perigo para a vida, a saúde ou a propriedade.

### Clubes e associações
É comum ao radiocidadão, seja ele iniciante ou veterano, frequentar grupos ou associações existentes na sua cidade. Deste modo poderá ouvir opiniões, ser orientado, combater os problemas da faixa e naturalmente participar das atividades sociais que são promovidas por essas entidades.
Em geral, nos agrupamentos é possível ao iniciante encontrar indicações sobre equipamentos e seus custos, bem como onde comprá-los.
As entidades de usuários da faixa do cidadão são hoje numerosas, e para obter os endereços destas agremiações uma das melhores maneiras é consultar as delegacias da Anatel.
Atualmente a única equipe reconhecida e atuante na Rádio Faixa do Cidadão, é a Equipe Brasinha de Cartolinas com o indicativo PX2-G6745. São Paulo Capital.[carece de fontes?]

### Potência
A lei permite uma potência máxima de 10 watts em amplitude modulada (AM), e de 25 watts PEP para as emissões em banda lateral singela (SSB) com portadora suprimida.

### Linguagem do PX
De acordo com a norma 01A/80, em seu item 20, alínea d, "proferir palavras ou expressões chulas ou em desacordo com a moral e os bons costumes" é infração passível de cassação da licença da estação.
Assim, deve o operador se exprimir respeitosamente e ser claro em suas palavras.
Desta forma existe a normatização de códigos internacionais de comunicações como o código fonético internacional e o alfabeto radiotelefônico.

## Frequência e canalização
A distribuição de frequências e canalização na faixa de 27 MHz para operação do Serviço de Rádio Cidadão é regulada pela Anatel, através da Resolução nº 444 de 28 de setembro de 2006, segundo a qual a faixa de radiofrequências de 26.960 MHz a 27.860 MHz está dividida em canais com separação de 10 kHz entre portadoras adjacentes. As frequências nominais das portadoras estão listadas na tabela a seguir.
| Canal - Frequência | Canal - Frequência | Canal - Frequência | Canal - Frequência |

| 01 - 26,965 02 - 26,975 03 - 26,985 1T - 26,995 04 - 27,005 05 - 27,015 06 - 27,025 07 - 27,035 2T - 27,045 08 - 27,055 09 - 27,065 10 - 27,075 11 - 27,085 3T - 27,095 12 - 27,105 13 - 27,115 14 - 27,125 15 - 27,135 4T - 27,145 16 - 27,155 17 - 27,165 | 18 - 27,175 19 - 27,185 5T - 27,195 20 - 27,205 21 - 27,215 22 - 27,225 23 - 27,255 24 - 27,235 25 - 27,245 26 - 27,265 27 - 27,275 28 - 27,285 29 - 27,295 30 - 27,305 31 - 27,315 32 - 27,325 33 - 27,335 34 - 27,345 35 - 27,355 36 - 27,365 37 - 27,375 | 38 - 27,385 39 - 27,395 40 - 27,405 41 - 27,415 42 - 27,425 43 - 27,435 44 - 27,455 45 - 27,465 46 - 27,475 47 - 27,485 48 - 27,505 49 - 27,515 50 - 27,525 51 - 27,535 52 - 27,555 53 - 27,565 54 - 27,575 55 - 27,585 56 - 27,605 57 - 27,615 58 - 27,625 | 59 - 27,635 60 - 27,655 61 - 27,665 62 - 27,675 63 - 27,705 64 - 27,685 65 - 27,695 66 - 27,715 67 - 27,725 68 - 27,735 69 - 27,745 70 - 27,755 71 - 27,765 72 - 27,775 73 - 27,785 74 - 27,795 75 - 27,805 76 - 27,815 77 - 27,825 78 - 27,835 79 - 27,845 80 - 27,855 |

### Condições de uso
A Resolução nº 444 de 28 de setembro de 2006 também regulamenta as condições de uso do Serviço de Rádio do Cidadão. Entre elas destacam-se:
Os usuários dos canais 1 a 28 devem aceitar interferência prejudicial resultante da emissão dos equipamentos utilizados em aplicações industrias, científicas e médicas que possam utilizar a sub-faixa de radiofrequências de 26.957 MHz a 27.283 MHz.
As estações poderão operar em qualquer dos canais citados nesta resolução, excetuando-se os destinados a atender situações de emergência, chamada e escuta, ao uso em rodovias ou à transmissão de sinais de telecomando, listados a seguir:
I - O canal 9 é restrito ao tráfego de mensagens referentes a situações de emergência em todo o território nacional;
II - O canal 11 é restrito a chamada e escuta em todo território nacional;
III - O canal 19 é restrito ao uso em rodovias em todo o território nacional;
IV - Os canais 1T, 2T, 3T, 4T e 5T são para uso das estações do telecomando;